# Standing on the Shoulder of Giants
Standing on the Shoulders of Giants er det britiske band Oasis' fjerde udspil, udgivet 28. februar 2000. Albummet, som er indspillet fra april til august 1999 i Chateau De La Colle Noire, Frankrig og Olympic Studios, Supernova Heights, og Wheeler End Studios, England af Mark Stent og Noel Gallagher som producere, var den sjette hurtigst sælgende album i den engelske hitlistes historie, da pladen solgte over 310,000 eksemplarer på dens første uge. Skønt det blev deres fjerde nummer 1. album i UK, var det også en af bandets lavest-sælgende album, som solgte 3 mio. eksemplarer verden over. Pladen blev ledsaget af singlerne, Go Let it Out, Who Feels Love?, Sunday Morning Call. 

## Baggrund
Pladen er mere eksperimenterende og psykedelisk end det materiale bandet hidtil havde sendt på gaden på daværende tidpunkt, specielt sange såsom Who Feels Love?, den progressive Gas Panic! den elektroniske Go Let It Out. Dette skyldes meget vel at to af bandets oprindelige medlemmer under indspilningerne forlod bandet; Paul "Bonehead" Arthurs og Paul "Guigsy" McGuigan. Derudover, hyrerede bandet også en anden producer, Mark "Spike" Stent.

## Spor
1. "Fuckin' in the Bushes" – 3:18
2. "Go Let it Out" – 4:38
3. "Who Feels Love?" – 5:44
4. "Put Yer Money Where Yer Mouth Is" – 4:27
5. "Little James" – 4:15
6. "Gas Panic!" – 6:08
7. "Where Did It All Go Wrong?" – 4:26
8. "Sunday Morning Call" – 5:12
9. "I Can See a Liar" – 3:12
10. "Roll It Over" – 6:31

## Musikere
- Liam Gallagher – vokal
- Alan White – trommer
- Noel Gallagher – vokal & guitar
- Gem Asher – guitar
- Andy Bell – Bas

## SOTSOG – demo optagelser
Det eneste man kender til demooptagelser fra indspilningen af "SOTSOG", er en række optagelser, der 31. januar 2000 blev lækket på internettet via en "private FTP"(?) på siden alt.music.oasis, men allerede 4. december 1999 postes de første af slagsen. 
De fleste af disse sange var indspillet af Noel Gallagher (med en smule hjælp fra et par venner) i hans hjemmestudio, Supernova Heights og i Oasis' eget Wheeler End Studios. Derudover, er alle numrene indsunget af Noel, udover kompositionen, Little James, som bliver sunget af Liam Gallagher, sangens forfatter. Tracklisten på denne demo bootleg ser således ud: 
1. Carry Us All
2. Who Feels Love?
3. Fuckin' in the Bushes
4. Little James
5. Gas Panic!
6. Put Yer Money Where Yer Mouth Is
7. Sunday Morning Call
8. I Can See a Liar
9. Go Let It Out
10. Roll It Over
11. Revolution Song
12. Where Did It All Go Wrong?
13. (As Long As They've Got) Cigarettes in Hell
14. Just Getting Older
15. Let There Be Love

På daværende tidpunkt, da den blev lækket, var fire følgende sange Carry Us All, Revolution Song, Just Getting Older og Let There Be Love ikke planlagt som udgivelse på hverken selve albummet, el. som b-side på den nye single, Go Let It Out. Disse sange var i øvrigt også totalt udokumenteret, udover Revolution Song, som var blevet nævnt af forfatteren Paolo Hewitt i sin bog, Forever the People — Six Months on the Road with Oasis. Da sangene ikke var kendt havde de fået titler baseret på "commonly-repeated phrases" nævnt i sangene. Mens Carry Us All og Just Getting Older var korrekt gættet, de andre to sange Revolution Song blev tildelt titlen "Solve My Mystery", mens Let There Be Love blev givet titlen "It's a Crime". Sidstnævnte blev udgivet på albummet Don't Believe the Truth (2005), Oasis' sjette studioalbum. På nuværende tidpunkt (dvs. 2007) er "Revolution Song" den eneste fra denne bootleg, der ikke er blevet udgivet i kommerciel ærinde. Om disse demoer fortæller Noel Gallagher i 2000 til guitarplayer.com:  "The thing about Standing on the Shoulder of Giants is that I had a full year to sit in my 16-track bedroom studio with an engineer friend and make demos, whereas the demo sessions for Be Here Now were finished in two weeks -- and they were really rough. We didn't bother about what sounds we were going to use, or the arrangements, or anything. I thought, "We'll work all that out when we get to the studio." This time, however, I had basically done the album twice before it even got to the band. I had written and recorded the songs on a little Walkman, and then I demoed the tracks on ADATs in my bedroom. And we ended up using a lot of stuff from the demos on the actual record because the demos were that good."